# 卡耶塔諾赫爾莫森
19°19′48″N 70°28′48″W / 19.33000°N 70.48000°W
卡耶塔諾赫爾莫森（西班牙語：Cayetano Germosén），是多明尼加共和國的城鎮，位於該國北部，由艾斯派亞省負責管轄，面積17.75平方公里，2012年人口36,930，人口密度每平方公里2,100人。